# CSD Carlos A. Mannucci
El Club Social y Deportivo Carlos A. Mannucci és un club peruà de futbol de la ciutat de Trujillo.

## Història
Va ser fundat el 16 de novembre de 1959. El nom del club prové de l'ajut que van rebre els seus fundadors dels descendents de Carlos Alberto Mannucci Finochetti, mort tres anys abans. Començà a competir en els esports del voleibol i el basquetbol. Posteriorment comprà la plaça al Club Mariscal Ramón Castilla inicia la seva participació en el món del futbol.

## Palmarès
- Campió Regional de la zona nord:
  - 1985, 1987, 1991-1
- Copa Perú:[3]
  - 1968, 1969
- Campió Regional de la Copa Perú:
  - 1968, 1969, 1973
- Campió Departamental de La Libertad:
  - 1967, 1973, 1982, 1996, 2000
- Campió Distrital de Trujillo:
  - 1967, 1973, 1982, 1996, 1998, 2000, 2002, 2006, 2007